# Alören (vid Bussöfjärden, Vårdö, Åland)
Alören är ett skär i Vårdö kommun på Åland (Finland). Alören ligger på östra sidan av Kalvholm och har Bussöfjärden i öster. Vattnet mellan Alören och Kalvholm kallas Alösfladen. Alören är låglänt och skogig.
Öns area är 2,2 hektar och dess största längd är 260 meter i nord-sydlig riktning.